# Thigmonastie
La thigmonastie (du grec thigganein, toucher), appelé aussi haptonastie ou séismonastie est un type de nastie qui répond à une stimulation tactile. À la différence du thigmotropisme, la réaction de la plante est indépendante de la direction du stimulus, mais déterminée par la structure de l'organe (la feuille dans l'exemple ci-dessous).
Ces mouvements sont dus à des variations différentielles de turgescence et sont des mouvements actifs, réversibles en réponse à une stimulation de l'environnement.

La thigmonastie est un mouvement qui peut être défensif (exemple le repli des feuilles chez la Sensitive Mimosa pudica), ou bien offensif comme la fermeture rapide des feuilles chez la Dionée attrape-mouche.

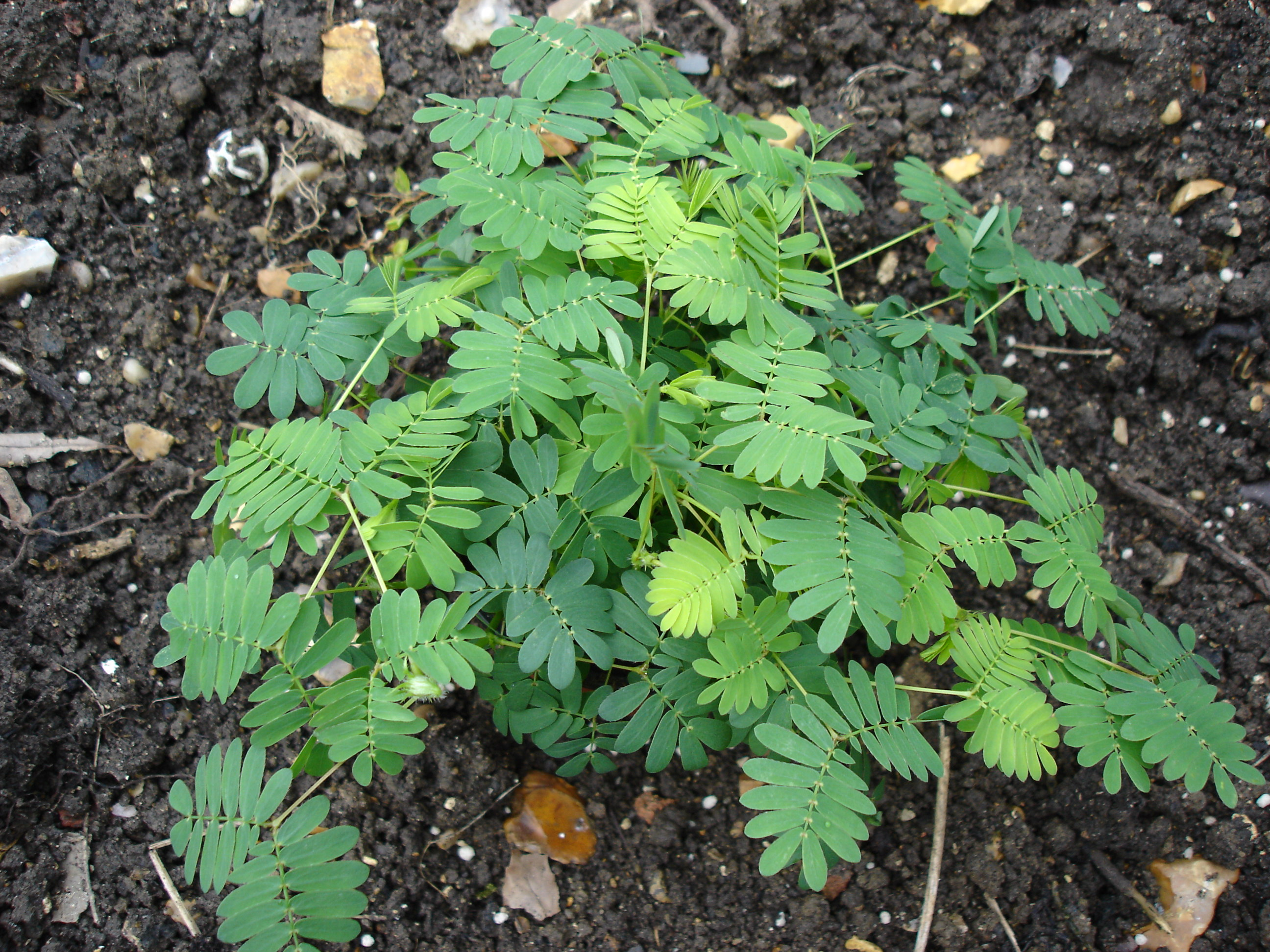
Avant stimulation : les folioles sont dépliées.
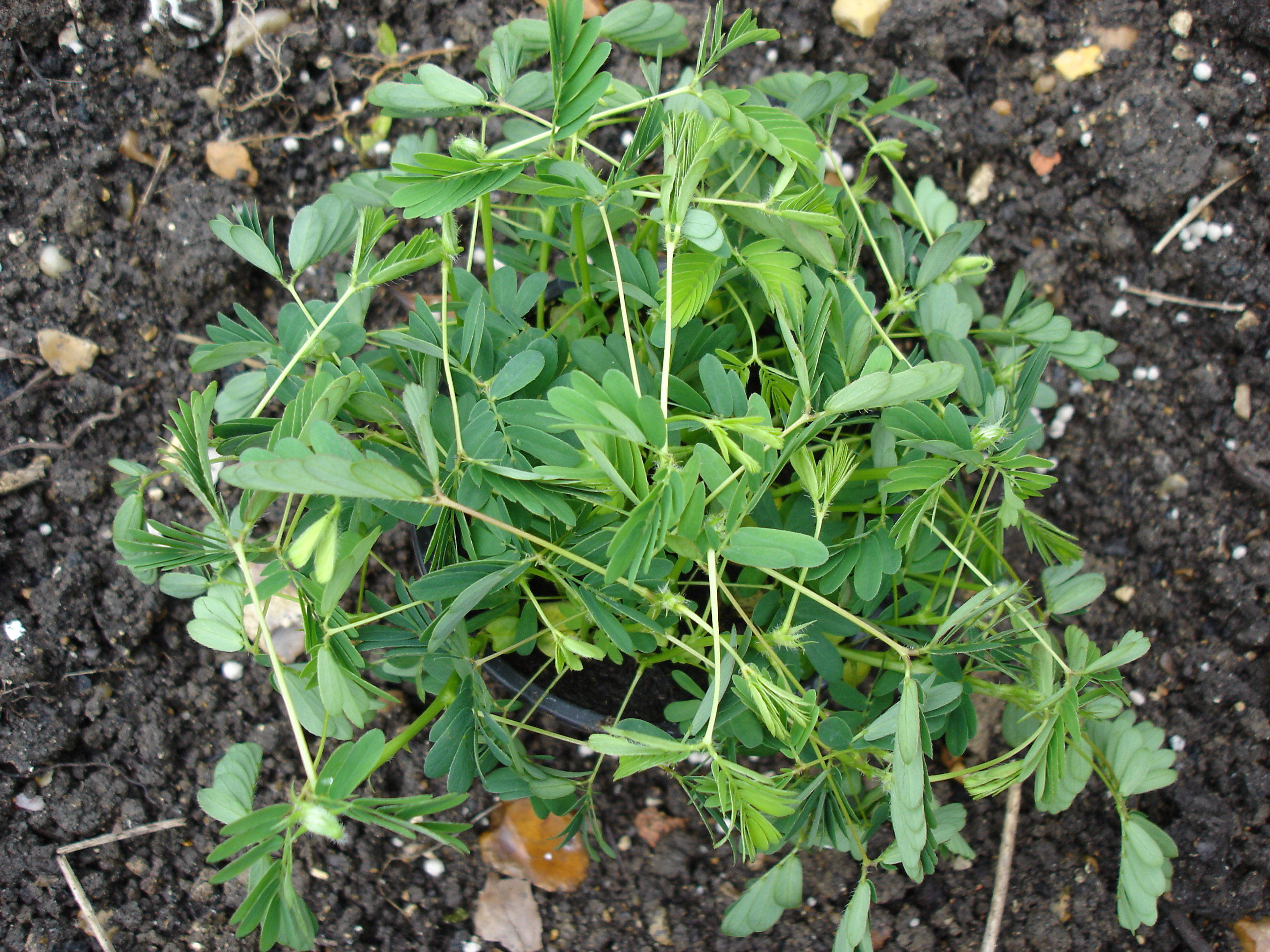
Après stimulation : les folioles sont refermées.

## Mécanismes
Les mouvements thigmonastiques proviennent de la modification brusque de la pression de turgescence dans les cellules impliquées dans le mouvement. Dans le cas de Mimosa pudica, ces cellules sont situées dans le pulvinus à la base des folioles et des feuilles de la plante.
La modification de la turgescence est due à une perte d'eau à la suite d'une expulsion d'ions potassium des cellules de l'apoplaste.